# Weberstraße 42 (Quedlinburg)

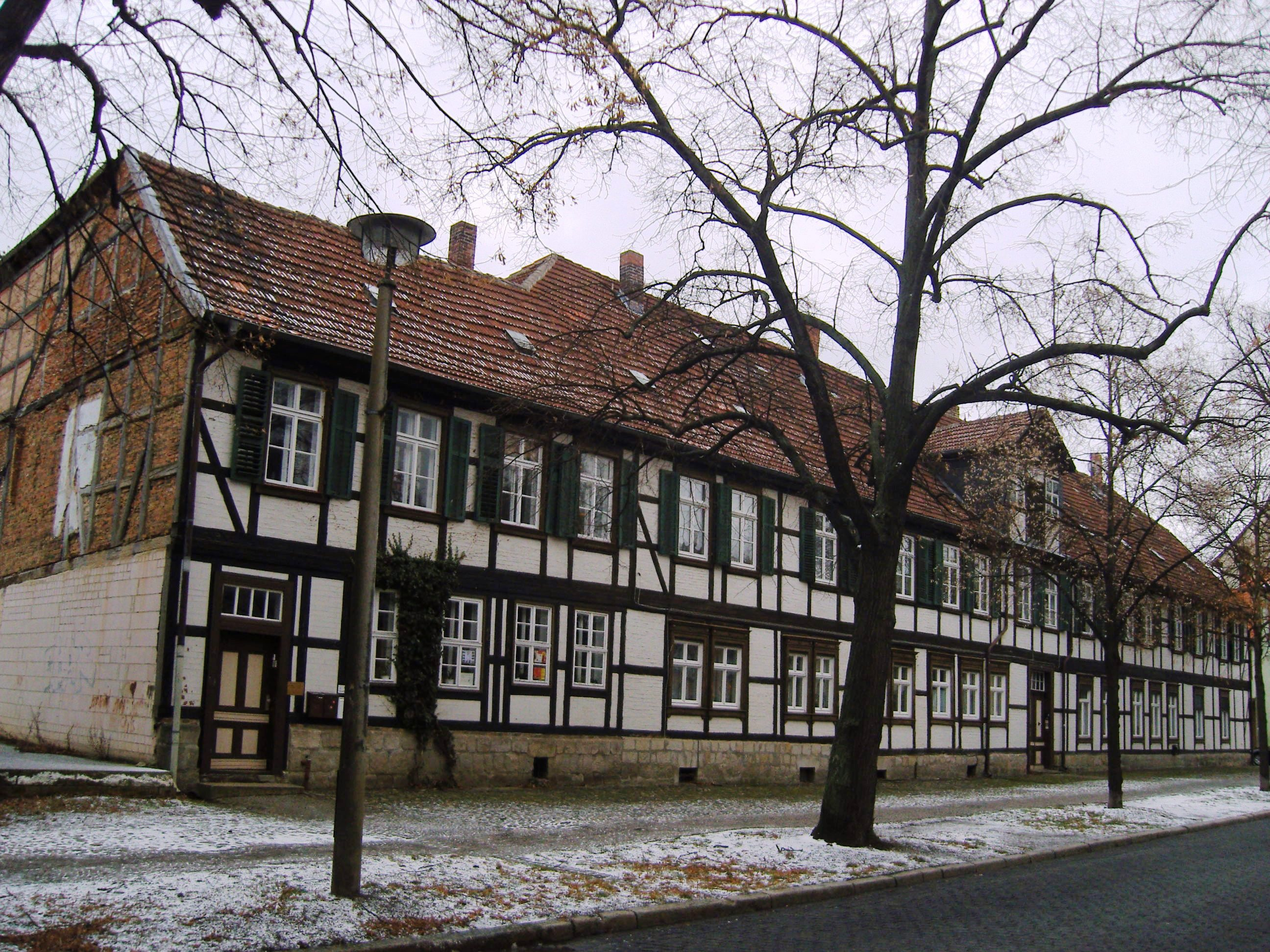
Haus Weberstraße 42

Das Haus Weberstraße 42 ist ein denkmalgeschütztes Gebäude in der Stadt Quedlinburg in Sachsen-Anhalt.

## Lage
Es befindet sich im nördlichen Teil der historischen Quedlinburger Neustadt im Bereich zwischen Weberstraße und Augustinern und gehört zum UNESCO-Weltkulturerbe. Im Quedlinburger Denkmalverzeichnis ist es als Manufaktur eingetragen.

## Architektur und Geschichte
Das Anwesen besteht aus schlicht gestalteten, langgestreckten Fachwerkhäusern die in der Zeit von 1825 bis 1860 entstanden. Zunächst diente das Anwesen als Standort einer Tuchwalkerei, später befand sich hier eine Kartonagenfabrik. Neben den Wirtschaftsgebäuden befindet sich auf dem Areal auch ein Wohnhaus, welches über eine hölzerne, überdachte Brücke mit den Wirtschaftsgebäuden verbunden ist. Die Fassade der Wirtschaftsbauten sind unverputzt. Das Wohnhaus ist auf seiner Hofseite ebenfalls ohne Putz.
Auf dem Hof befindet sich ein Speichergebäude aus der Zeit um 1700.
1748 wurde Heinrich Salfeld als steuerpflichtig für das Grundstück geführt. Salfeld veräußerte das bis dahin für das Grundstück bestehende Braurecht.